# Ahenobarbus
Ahenobarbus (łac. ahenus – miedziany oraz barba – broda; Miedzianobrody) – przydomek jednej z dwu głównych gałęzi rzymskiego rodu plebejskiego Domicjuszów.
Jak głosiła legenda, Dioskurowie zwiastowali protoplaście rodu, Lucjuszowi Domicjuszowi, zwycięstwo Rzymian nad Latynami w 496 p.n.e. nad jeziorem Regillus i na potwierdzenie, że to co mówią jest prawdą, uderzyli jego czarną brodę i włosy, które natychmiast przemieniły się w rude.
Zobacz Drzewo genealogiczne Domicjuszy Ahenobarbów.
- Gnejusz Domicjusz Ahenobarbus k.192
- Gnejusz Domicjusz Ahenobarbus k.162
- Gnejusz Domicjusz Ahenobarbus k.122
- Gnejusz Domicjusz Ahenobarbus k.96
- Lucjusz Domicjusz Ahenobarbus k.94
- Gnejusz Domicjusz Ahenobarbus zm. 82
- Lucjusz Domicjusz Ahenobarbus k.54
- Gnejusz Domicjusz Ahenobarbus konsul w 32 p.n.e.
- Lucjusz Domicjusz Ahenobarbus konsul w 16 p.n.e.
- Gnejusz Domicjusz Ahenobarbus konsul w 32 n.e.
- Domicja
- Domicja Lepida
- Neron

## Gnejusz Domicjusz Ahenobarbus k.192
Gnaeus Domitius Ahenobarbus polityk rzymski; edyl plebejski w 196 p.n.e., zbudował świątynię Fauna na wyspie na Tybrze, otwartą w czasie jego pretury w 194 p.n.e. Konsul w 192 p.n.e. Wysłany przeciwko celtyckiemu plemieniu Bojów, początkowo uległ im, ale pozostał w ich kraju na następny rok i w końcu pokonał ich. W 190 p.n.e. był legatem w wojnie przeciwko Antiochowi Wielkiemu.

## Gnejusz Domicjusz Ahenobarbus k.162
Gnaeus Domitius Ahenobarbus syn konsula z 192 p.n.e. W 172 p.n.e. jako młody człowiek został wybrany pontifeksem. W 169 został wysłany jako jeden z trzech komisarzy do Macedonii. Ponownie w 167 został jednym z dziesięciu komisarzy, którzy mieli ułożyć sprawy w Macedonii. W 162 p.n.e., kiedy konsulowie abdykowali z powodu błędów w auspicjach przy ich wyborze, został wybrany konsulem zastępczym wraz z Korneliuszem Lentulusem.

## Gnejusz Domicjusz Ahenobarbus k.122
Gnaeus Domitius Ahenobarbus konsul w 122 p.n.e.; cenzor w 115 p.n.e. Jako prokonsul pokonał galickie plemiona Arwernów i Allobrogów, uzyskując prawo do tryumfu. Budowniczy drogi via Domitia. Fundator kolonii rzymskiej w Narbo (dziś Narbonne) na wybrzeżu Morza Śródziemnego, od 118 roku stolicy prowincji rzymskiej Galli Narbońskiej (Gallia Narbonensis).

## Gnejusz Domicjusz Ahenobarbus k.96
Gnaeus Domitius Ahenobarbus syn konsula z 122 p.n.e., polityk rzymski. Kolejno trybun ludowy w 104 p.n.e.; najwyższy kapłan (pontifex maximum) od 103 p.n.e.; konsul w 96 p.n.e.; cenzor w 92 p.n.e.

## Lucjusz Domicjusz Ahenobarbus k.94
Lucius Domitius Ahenobarbus syn konsula z 122 p.n.e., polityk rzymski. Pretor w 97 p.n.e.; propretor Sycylii.; konsul w 94 p.n.e.

## Gnejusz Domicjusz Ahenobarbus zm. 82
Gnaeus Domitius Ahenobarbus syn konsula z 96 p.n.e., polityk rzymski. Poślubił Kornelię, córkę Cynny, konsula w 87. W wojnie domowej stronnictwa Mariusza i Cynny z Sullą stanął po stronie tych pierwszych. Kiedy Sulla ponownie uzyskał pełnię władzy w Rzymie, Ahenobarbus został proskrybowany i zbiegł do prowincji Afryka. Przyłączyło się tam do niego wielu zwolenników Mariusza, będących w takiej samej jak on sytuacji. Z pomocą króla Numidii, Hiarbasa zebrał armię. W 81 p.n.e. został jednak pokonany w pobliżu Utyki przez wojska pod dowództwem Pompejusza które Sulla wysłał przeciwko niemu. Według jednych źródeł zginął w czasie szturmu na jego obóz, według innych został stracony po bitwie na rozkaz Pompejusza.

## Lucjusz Domicjusz Ahenobarbus k.54
Lucius Domitius Ahenobarbus syn konsula z 96 p.n.e., polityk rzymski. Kwestor w 66; pretor (wraz z Publiuszem Nigidiuszem Figulusem, Gajuszem Memmiuszem i Publiuszem Korneliuszem Lentullusem) w 58 p.n.e.; konsul w 54 p.n.e.; pontifex. Przyjaciel Cycerona. Polityczny zwolennik Pompejusza a zacięty przeciwnik Cezara. Uczestniczył w bitwie pod Farsalos po stronie Pompejusza. Żonaty z Porcją, siostrą Katona Utyceńskiego. Zmarł w 48 p.n.e.